# E006

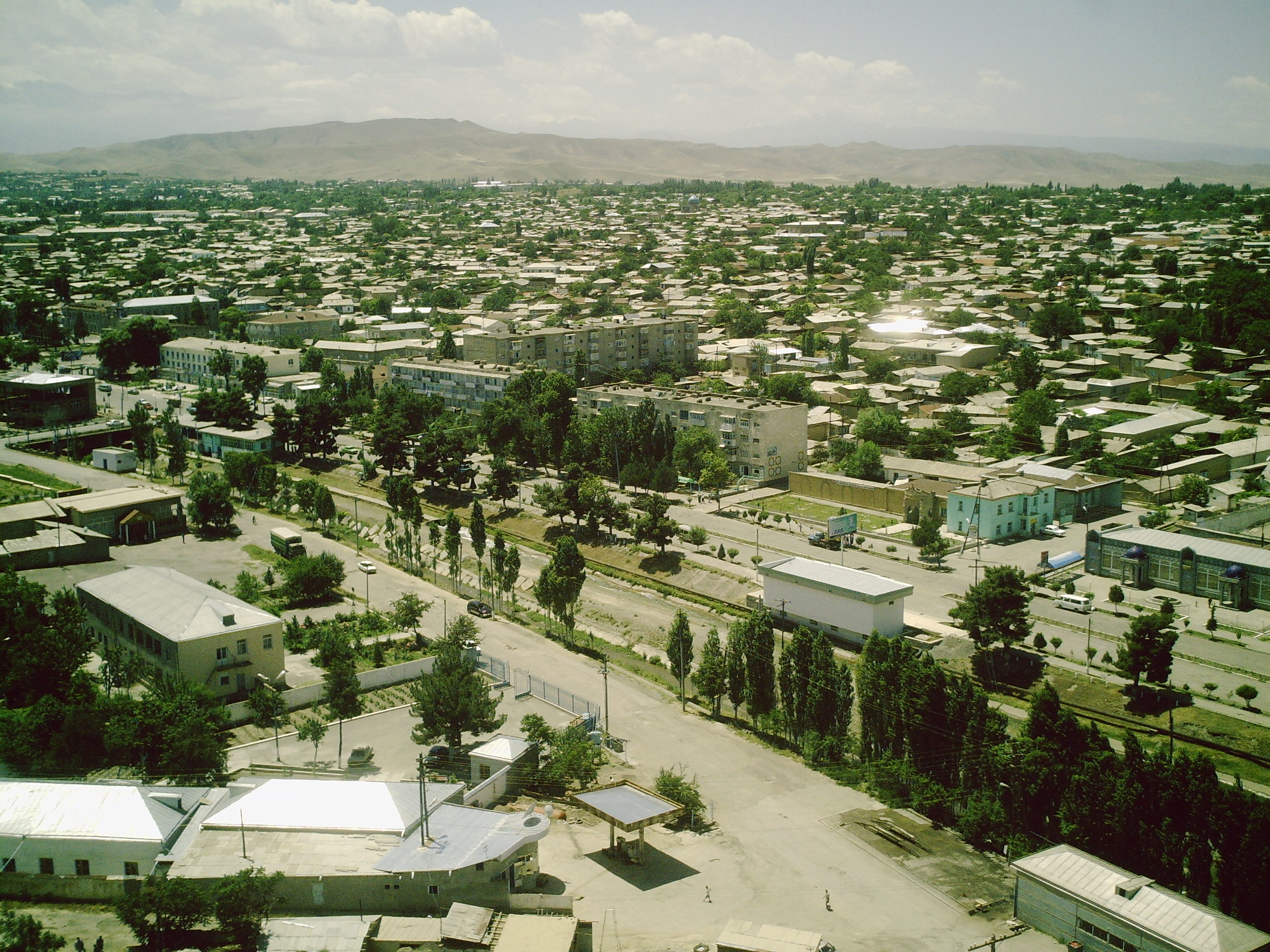
E006 går genom Istaravsjan

E006 eller Europaväg 006 är en europaväg som går mellan Ajni i Tadzjikistan och Kokand i Uzbekistan. Den är ungefär 250 km lång. Vägen har inget samband med europavägen E6 (i Sverige och Norge) trots sina likheter i vägnumret.

## Sträckning
Ajni - Chudzjand - (gräns Tadzjikistan-Uzbekistan) - Kokand

## Anslutningar till andra europavägar
- E123
- E007